# Friedrich Adolf Ahlert
Friedrich Adolf Ahlert, né en 1788 à Rathenow et mort le 10 mai 1833 à Cologne, est un architecte allemand et inspecteur royal prussien des voies de circulation. Il est connu pour avoir été le premier maître d'œuvre de la cathédrale de Cologne après des siècles d'interruption des travaux.

## Biographie
Ahlert reçoit sa formation à Berlin de Karl Friedrich Schinkel. À partir de 1819, il est inspecteur des bâtiments de district à Cologne, à partir de 1821, il travaille à la Cathédrale de Cologne. De 1823 à sa mort, il est chargé des travaux de restauration en tant que maître d'œuvre et redonne vie à l'atelier de cathédrale. Sous sa direction, le chœur de la cathédrale, qui avait besoin de réparations, est restauré et le contrefort est remplacé suivant la suggestion de Schinkel, mais c'est précisément cette dernière mesure qui suscite des critiques. Son travail est jugé sévèrement : « Le premier maître d'œuvre de la cathédrale, l'inspecteur en bâtiment Ahlert, n'a apporté avec lui aucun renouveau depuis sa ville natale de Rathenow in der Mark, qui aurait pu être propice à la construction de la cathédrale. C'était un mandarin de construction têtu, qui n'avait pas le moindre métier pour la tâche à accomplir et qui gâchait sans relâche ce qui était déjà là. Sans tambour ni trompette, et après avoir complètement ruiné le merveilleux chœur, Ahlert a disparu de la scène. » – August Reichensperger : Kölner Zeitung n°100, 11 avril 1882.